# Nhật ký chú bé nhút nhát: Giọt nước tràn ly
Nhật ký chú bé nhút nhát: Giọt nước tràn ly là một tập trong bộ sách chín cuốn Nhật ký chú bé nhút nhát. Cuốn sách có nội dung xoay quanh cuộc sống thường nhật của Greg Heffley, hay Gregory, trong học kỳ hai của lớp bảy. Cuốn sách được phát hành ngày 13 tháng 1 năm 2009. Tập trước đó là "Luật" của Rodrick và tập kế tiếp là Mùa hè tuyệt vời. Cuốn sách gồm có 217 trang và được viết bởi tác giả Jeff Kinney.

## Nội dung
Kế tiếp phần trước, nội dung cuốn sách nói về học kỳ hai năm lớp bảy của Greg. Trong kỳ nghỉ Giáng sinh, Greg mong được nhận món quà mình mong ước nhưng tất cả đều là những thứ mà cậu không thích. Chú của Greg, Charlie, tặng Greg một dụng cụ giặt đồ. Và, mẹ của Greg, bà Susan đã rất thích vì nghĩ rằng nó có thể giúp Greg tự giặt đồ mỗi ngày, nhưng Greg đã trốn tránh trách nhiệm đó. Sau đó, cha của Greg nghĩ rằng nên đưa Greg vào trại huấn luyện quân đội để giúp cậu "có trách nhiệm" hơn, nhưng sau đó thì Greg đã may mắn được ở nhà.

## Tiếp nhận
Cuốn sách đã được liệt kê vào "Danh sách sách bán chạy nhất của The New York Times" (New York Times Bestseller).

## Phim
Đã có dự định có một bộ phim cho cuốn sách, song thay vào đó lại là bộ phim cho tập tiếp theo.